# Sugarcreek (Ohio)
Sugarcreek – wieś w Stanach Zjednoczonych, w stanie Ohio, w hrabstwie Tuscarawas.